# Ambrostoma laosensis
Ambrostoma laosensis es un insecto coleóptero de la familia Chrysomelidae que fue descrita científicamente por primera vez en 1981 por Kimoto & Gressitt.

## Distribución geográfica
Habita en Laos.